# إلغاء بريطانيا
إلغاء بريطانيا: من ليدي شاترلي إلى توني بلير (أعيد إصداره في عام بعنوان فرعي «من وينستون تشرتشل إلى تيريزا ماي»، وبعنوان فرعي أميركي «من وينستون تشرتشل إلى الأميرة ديانا») هو أول كتاب من تأليف الصحافي المحافظ البريطاني بيتر هيتشنز، ونشر سنة 1999. يتطرق الكتاب إلى فترة من الإصلاح الأخلاقي والثقافي الملحوظ بين الستينيات وفوز حزب العمال الجديد في الانتخابات العامة سنة 1997. يؤكد هيتشنز على أن الإصلاحات سهلت إجراء تغيير دستوري واسع وجذري في ظل حكومة توني بلير الجديدة التي بلغت حد «الانقلاب البطيء». استشهد غيليان بوديتش بالكتاب في صحيفة التايمز بوصفه عملًا عصريًا بارزًا يستعرض «التراجع في الأخلاق والشيم البريطانية على مدى الخمسين عامًا التي مضت»، ورآه أندرو مار من صحيفة «ذا أوبزرفر» بأنه «الضربة الأقوى والأكثر منطقية واطرادًا على توني بلير وكل أعماله».
ناقش كتاب هيتشنز «البوصلة المعطلة» لاحقًا المواضيع ذاتها التي انطبقت على الأحداث الاجتماعية والسياسية والثقافية في العقد الأول من القرن الحادي والعشرين.

## الخلاصة
كتاب «إلغاء بريطانيا» هجوم محافظ ضد التغيرات التي شهدتها المملكة المتحدة منذ منتصف ستينيات القرن العشرين. يقارن الكتاب بين جنازتي ونستون تشرشل (1965) وديانا، أميرة ويلز (1997)، مستعملًا هذين الحدثين المتصلين ولكن المنفصلين، بفارق ثلاثة عقود، لتوضيح التغيرات الثقافية الهائلة التي حدثت في الفترة الفاصلة. تتلخص حجته في أن بريطانيا شهدت «ثورة ثقافية» أشبه بتلك التي شهدتها الصين في ستينيات القرن العشرين. يصف وينتقد الحدة المتنامية لهذه القوى باعتبارها تعددية ثقافية، والتي كانت لا تزال تحمل إجماعًا ليبراليًا حتى وقت تأليف الكتاب. يقول إن المدارس الإنجليزية توقفت إلى حد بعيد عن تدريس تاريخ البلاد أو أدبيات الماضي البريطاني، منتقدًا التفضيل المنهجي في تدريس التاريخ.
استحوذت تغيرات أخرى على اهتمام هيتشنز، من سلوكيات الخمول والاتباعية الناجمة عن مشاهدة التلفاز إلى رفض كنيسة إنجلترا شعائرها التقليدية ونصوصها المقدسة. يزعم أن التثقيف الجنسي شكل من أشكال الترويج ضد الأخلاق الجنسية المسيحية. يكرر، إن الثورة الجنسية التي أحدثتها أولى حبوب منع الحمل لم تكن نتيجة «لاكتشاف غير مقصود، بل نتيجة لبحوث قام بها ثوريون أخلاقيون عمدًا». يصف الجهود المبذولة لتوفير الدعم للأم غير المتزوجة، لا سيما الحملة الرامية إلى الاستعاضة عن عبارة «أم غير متزوجة» بعبارة «أم عازبة»، ما يجمع بين من لديهم أطفال خارج نطاق الزواج مع الأرامل (من الرجال والنساء) والزوجات والأزواج المهجورين، وذلك لصرف النظر عن استهجان الموضوع. يرى هيتشنز أن المؤسسة البريطانية ضعيفة أخلاقيًا لفشلها في مقاومة ثقافة المخدرات الناشئة، في حين كان بوسعها فعل ذلك بسهولة في منتصف ستينيات القرن العشرين. يذكر كمثال محاكمة ميك جاغر والتدخل اللاحق لصحيفة التايمز في دفاع جاغر في عام 1967 («من يعذب فراشة في عجلة؟») بعد إدانته (المؤقتة).
يحلل أحد الفصول استخدام المسلسلات التلفزيونية والحلقات الإذاعية لنشر الدعاية الثقافية والأخلاقية الليبرالية، مشيرًا إلى عدة حالات أعرب فيها محررو هذه البرامج ومؤلفوها علنًا عن نيتهم هذه. في حادثة أخرى، يهاجم بروكس تطور الكوميديا «المعادية للمؤسسة الحاكمة» منذ بداية العمل المسرحي (بيوند ذا فرينج «خارج حدود الهامش») في مهرجان إدنبرة في عام 1960. بالنسبة لهيتشنز، فإن تطور التلفاز، مستشهدًا مع الموافقة برسالة نقدية كتبها توماس ستيرنز إليوت إلى صحيفة التايمز في عام 1950، كان شيئًا لا بد وأن يفضي إلى نقاش عام أكبر من الذي حصل بالفعل. على نحو خاص، انتقد هيتشنز الاستيلاء السهل على حزب المحافظين من قبل جماعات الضغط لصالح المحطات التلفزيونية التجارية، الأمر الذي أزال القوة الاحتكارية التي تتمتع بها هيئة الإذاعة البريطانية للدفاع عن المعايير الثقافية. يرى أن إدخال التلفاز الملون، الذي جعل حتى البرامج الرديئة تبدو جيدة، زاد كثيرًا من تأثير التلفاز على عقول العامة.
يشير إلى السياسي من حزب العمال آنذاك روي جنكينز بأنه ناشط فعال جدًا لصالح «الثورة الثقافية». يصف محاكمة ليدي شاترلي، واصفًا ما يراه «بالخرافات» حولها، ويرى بأن الدفاع عن الجدارة الأدبية، الذي أنشأه «قانون المنشورات الفاحشة» لعام 1959، والذي أيده جينكنز، أصبح يستخدم في النهاية للسماح بنشر الكتب والدوريات التي لا تحمل أية جدارة أدبية. يبحث جينكنز في استخدام التحالفات بين الأحزاب، وما يراه مشاريع قانونية مقترحة، لتحقيق برنامجه. لم تذكر هذه التغييرات التشريعية في بيان حزب العمال الانتخابي لعامي 1964 أو 1966، ويطور هيتشنز حجته بالاعتماد على المقترحات التي قدمها جينكنز في الفصل الأخير من كتابه القصير «قضية العمل» سنة 1959. يستشهد بالتحذيرات التي أصدرها أولئك المعارضون لإلغاء عقوبة الإعدام، ويرى أن تلك التحذيرات أثبتت صحتها إلى حد كبير. بالنسبة لهيتشنز، فإن ذلك بمثابة مثال للنخبة السياسية التي تعمل ضد رغبات عامة الناس. يدعم رأي هيتشنز، في حالة عقوبة الإعدام، المؤرخ دومينيك ساندبروك، في عمله «الحرارة البيضاء» ي ستينيات القرن العشرين، مستخدمًا بيانات استطلاع الرأي المعاصرة آنذاك. مضى هيتشز بالبحث في القضية بتفصيل أكبر في كتابه «تاريخ موجز للجريمة».
استبعد فصل في الكتاب يبحث في التباين بين سياسات الصحة العامة المتعلقة بسرطان الرئة وسياسات الصحة العامة المتعلقة بالإيدز من الطبعة الأولى له، بعد تلقي هيتشنز نصيحة بأن عرض أفكار تنتقد أفعال المثليين سيجلب مثل هذا النقد عليه لأنه سيصرف الانتباه عن الرسالة الرئيسية للكتاب. أعيد نشر الفصل في الكتاب الورقي وفي الطبعات الأميركية، مع مقدمة تفسيرية. أوضح هيتشنز أن أخلاقية المثلية الجنسية تستطرد حجته الرئيسية. كتب أن عدم استعداد المجتمع البريطاني لانتقاد الفوضى الجنسية بين المثليين، ومزدوجي الميل الجنسي، والرجال المغايرين على حد سواء، برغم التأثيرات السلبية اللاحقة، يشكل تناقضًا مباشرًا أمام تصرفات الحكومة ضد تعاطي المخدرات. (في هذا الفصل، كتب هيتشنز: «تبين أيضًا أن وزير شؤون ويلز رون ديفيز ووزير الزراعة رون براون مثليان»؛ وزير الزراعة في ذلك الوقت كان نيك براون. في سنة 2000، هدد عضو البرلمان الإسكتلندي السابق رون براون برفع دعوى قضائية بسبب ذلك، واعتذر ناشرو هيتشنز عن الخطأ).
يقول هيتشنز أن التأثيرات الأخلاقية والثقافية المؤذية على بريطانيا حدثت نتيجة وجود أعداد كبيرة من القوات الأميركية خلال الحرب العالمية الثانية. أعرب عن أسفه للأثر الثقافي الناتج عن استخدام الأميركيين للغة الإنجليزية في بريطانيا نفسها. في نظر هيتشنز، كان الفشل الرئيسي لحكومات تاتشر متمثلًا في غياب موقف محافظ على نحو واضح فيما يتصل بالمسائل الثقافية والأخلاقية.

## النقد
حظي الكتاب باهتمام كبير في وسائل الإعلام البريطانية عند نشره، كما أجريت مراجعته في عدد من الصحف الأميركية.
تلقى الكتاب في بريطانيا مواقف مختلطة. في تقرير لاذع في صحيفة الغارديان، سخرت بولي توينبي من الكتاب. أشارت إلى أن المؤلف «يستحضر بريطانيا التي عرفتها في طفولتي، في الخمسينات والستينات، بكتابة مفرطة في الدقة»، لكن بسبب هذا العامل، فإن الكتاب يقدم «قراءة ممتعة لليبراليين. إذ إن معظم تلك التصورات تعود إلى التحسر على الماضي الذي له بالضبط تأثير معاكس لذلك الذي كان مقصودًا». كان مراجعون بريطانيون آخرون أكثر إيجابية في تقييماتهم. اعتبرت ماري كيني في صحيفة «كاثوليك هيرالد» الكتاب «سلسلة من المقالات المترابطة الواعية والمبصرة في أسلوب جورج أورويل». جون كولفين، كتب في صحيفة نيو ستيتسمان اعتقاده أن «العصر المتبلد» الذي نعيشه «وجد مؤرخه المثالي» الذي «من خلال عمله الصريح، يذكرنا بطغيان الجديد» وأنه «من الصعب دحض اعتقاده بأن أمة كبيرة يبدو وكأنها اضمحلت، وتقاليدها ضعفت وأصبحت موضع تهكم».